# Michael Olowokandi
Michael Olowokandi (ur. 3 kwietnia 1975w Lagos, w Nigerii) – nigeryjski koszykarz grający w latach 1998-2007 w NBA. Posiada także brytyjskie obywatelstwo.

## Przebieg kariery
Urodził się w Lagos, największym mieście w Nigerii. Dorastał w Londynie. Ukończył University of the Pacific. W 1998 roku wybrany z numerem 1. w drafcie NBA przez Los Angeles Clippers. Z powodu lokautu nie podpisał od razu kontraktu z zespołem z Los Angeles, tylko wyjechał do Europy. Reprezentował barwy włoskiego zespołu Kinder Bolonia. Pobyt we Włoszech był jednak krótki. Olowokandi wrócił wkrótce do USA. W latach 1998–2003 grał w Los Angeles Clippers. W 2003 roku, po wygaśnięciu kontraktu z zespołem, przeszedł do Minnesoty Timberwolves. W tej drużynie występował w latach 2003-2006. W 2006 roku sprzedany do Boston Celtics. W 2007 roku zakończył karierę.
Łącznie w sezonie zasadniczym NBA rozegrał 366 meczów (w tym 335 w wyjściowej piątce), notując średnio 9,5 punktu, 7,7 zbiórki oraz 1,6 bloków na mecz. W play-off wystąpił w 15 meczach (w tym 2 w wyjściowej piątce), notując średnio 2,1 punktu, 3,5 zbiórki oraz 0,7 bloku na mecz.
Wybór Olowokandiego z 1. numerem draftu w 1998 roku jest uważany za jedną z największych pomyłek w historii NBA. W 2005 roku amerykański magazyn Sports Illustrated umieścił go na 3. miejscu pod tym względem. Gorszego wyboru dokonali tylko Golden State Warriors w 1986 roku, wybierając Chrisa Washburna oraz Portland Trail Blazers wybierając Sama Bowiego 2 lata wcześniej.

## Osiągnięcia
NBA
- Wybór z numerem 1. draftu NBA (1998)
- NBA All-Rookie Team: druga piątka (1999)[2]